# Гассель (Саксонія-Ангальт)
Гассель (нім. Hassel) — громада в Німеччині, розташована в землі Саксонія-Ангальт. Входить до складу району Штендаль. Складова частина об'єднання громад Арнебург-Гольдбек.
Площа — 20,56 км2. Населення становить 915 ос. (станом на 31 грудня 2021).